# Александров Григорій Семенович
Григо́рій Семе́нович Алекса́ндров  (17 (30) вересня 1904, м. Полтава — 20 серпня 1990, м. Київ) — український кінооператор. Заслужений діяч мистецтв УРСР (1988).

## Життєпис
Перебував на Тернопільщині у вересні 1939 у творчій бригаді Олександра Довженка. У кінці липня 1940 року на екрани СРСР вийшов художньо-документальний фільм О. Довженка «Визволення» — створений на Київській студії, співрежисеркою була Ю. Солнцева, операторами — Ю. Єкельчик, Ю. Тамарський, Г. Александров, М. Биков.

## Фільмографія
- «Марш шахтарів» (1932)
- «Шлях вільний» (1932, у співавт.)
- «Червона хустина» (1934)
- «Сорочинський ярмарок» (1938, у співавт. з М. Кульчицьким)
- «Травнева ніч» (1940)
- «Визволення» (1940, док. фільм, у співавт.)
- «Блакитні дороги» (1947, 2-й оператор) та ін.